# 주앙 페드루 다 실바 페헤이라
주앙 페드루 다 실바 페헤이라(포르투갈어: João Pedro da Silva Pereira, 1984년 2월 25일 ~ )는 포르투갈의 전 프로 축구 선수이다. 주로 라이트 백으로 활약했다.
공격형 윙백으로, 그는 다혈질적인 성격으로 상대방 선수들이나 심판들과 수차례 언쟁을 벌인 것으로 알려져 있다. 모국에서, 그는 벤피카와 스포르팅 리스본을 거쳐 1부 리그 통산 199경기에 출전했고, 9골을 득점했으며, 전자의 팀에서는 2004-05 시즌에 우승을 차지했었다.
국제무대에서, 페헤이라는 UEFA 유로 2012와 2014년 FIFA 월드컵에서 포르투갈을 대표로 출전했다.

## 클럽 경력

### 벤피카
페헤이라는 리스본 출신이다. 인근 벤피카의 유소년팀을 거쳤고, 그는 2003년 8월 17일, 0-0으로 비긴 보아비스타 원정 경기에서 1군 데뷔전을 치렀고, 주로 미드필더로 출전한 그의 첫 시즌을 25번의 리그 경기 출장으로 끝냈다.
페헤이라는 2004-05 시즌 우승을 차지한 벤피카 선수단의 일원으로, 자주 선발로 나섰으나, 로날트 쿠만 감독과의 불화로 벤치로 밀려난 뒤 리저브팀으로 내려가기도 했다. 2006년 여름, 그는 다른 1부 리그 클럽인 질 비센트로 매각되었고, 1년 전에는 동일한 클럽에 임대를 가기도 했다.

### 브라가
2007-08 시즌, 라이트 백으로 완전 전향한 후, 페헤이라는 브라가에 합류하였고, 루이스 필리프는 그와 반대 방향으로 이적했다.
초반에 논란의 여지없는 주전인 그는 2009년 2월 22일, 2-1로 이긴 나발전에서 막판 결승골을 넣으며 미뉴 연고의 클럽 소속으로 첫 골을 넣었다. 그는 두 시즌을 통틀어 18차례 옐로카드를 수집했고, 1차례 레드카드를 받기도 했다.

### 스포르팅 리스본
2009년 12월 22일, 페헤이라는 €3M의 이적료에 스포르팅 리스본으로 이적했다. 당시 브라가는 벤피카와 함께 선두 그룹을 구축하고 있었고, 그의 새 소속팀과 승점 12점차였으나, 사자 군단 (Leões) 은 시즌을 4위로 마감했다.
페헤이라는 2010-11 시즌에 수비수와 미드필더로 모두 자주 출전했고, 팀은 시즌을 3위로 끝냈다. 2011년 4월 30일, 그는 2-1로 이긴 포르티모넨스와의 홈경기에서 득점했으나, 후반전 중간에 두아르트 고메스주심을 반복적으로 격하게 모욕한 것에 인해 퇴장당했다. (그 전에 팀동료 안드레 산투스가 퇴장당했었다.)

### 발렌시아
2012년 5월 24일, 페헤이라는 €3.6M의 가격에 3+1 계약을 맺으며 발렌시아로 이적했다. 8월 19일, 그는 1-1로 비긴 레알 마드리드 원정 경기에 90분을 뛰며 공식 데뷔전을 가졌다.
페헤이라는 처음 두 시즌간 동지 (Che) 소속으로 주전이었으나, 2014-15 시즌에 누누 이스피리투 산투가 신임 감독으로 취임하면서 그는 팀내 라이트 백 3인자로 내려앉았다.

### 하노버 96
페헤이라는 2015년 1월 29일에 분데스리가의 하노버 96으로 이적하였다. 계약기간은 6개월이다.

## 국가대표팀 경력
2010년 10월, 페헤이라는 포르투갈 국가대표팀 사령탑에 새로 부임한 파울루 벤투 감독에 의해 처음으로 차출되었다. 그는 덴마크와의 UEFA 유로 2012 예선전에서 데뷔전을 치렀고, 이어지는 아이슬란드와의 경기에도 출전해 두 경기를 모두 3-1로 이겼다.
2014년 5월 19일, 페헤이라는 2014년 FIFA 월드컵에 참가할 최종 23인 엔트리에 포함되었다. 독일과의 경기에서 마리오 괴체에게 파울을 범해 페널티킥을 내주었고, 이는 토마스 뮐러가 차 넣어 실점이 되었으며, 경기는 0-4 대패로 끝났다.

## 경력 통계

### 클럽
2015년 1월 20일 기준
| 클럽             | 시즌      | 리그           | 리그 | 리그 | 컵   | 컵 | 리그컵 | 리그컵 | 대륙 | 대륙 | 기타 | 기타 | 합계 | 합계 |
| 클럽             | 시즌      | 단계           | 출장 | 골   | 출장 | 골 | 출장   | 골     | 출장 | 골   | 출장 | 골   | 출장 | 골   |
| ---------------- | --------- | -------------- | ---- | ---- | ---- | -- | ------ | ------ | ---- | ---- | ---- | ---- | ---- | ---- |
| 벤피카           | 2003–04   | 프리메이라리가 | 25   | 4    | 4    | 1  | —      | —      | 5A   | 0    | —    | —    | 34   | 5    |
| 벤피카           | 2003–04   | 프리메이라리가 | 26   | 0    | 4    | 1  | —      | —      | 8B   | 1    | —    | —    | 38   | 2    |
| 벤피카           | 2005–06   | 프리메이라리가 | 6    | 0    | 1    | 0  | —      | —      | 3C   | 0    | —    | —    | 10   | 0    |
| 벤피카           | 합계      | 합계           | 57   | 4    | 9    | 2  | —      | —      | 16   | 1    | —    | —    | 82   | 7    |
| 질 비센트 (임대) | 2005–06   | 프리메이라리가 | 14   | 0    | 0    | 0  | —      | —      | —    | —    | —    | —    | 14   | 0    |
| 질 비센트        | 2006–07   | 세군다리가     | 25   | 1    | 0    | 0  | —      | —      | —    | —    | —    | —    | 25   | 1    |
| 질 비센트        | 합계      | 합계           | 39   | 1    | 0    | 0  | —      | —      | —    | —    | —    | —    | 39   | 1    |
| 브라가           | 2007–08   | 프리메이라리가 | 27   | 0    | 2    | 0  | 1      | 0      | 8A   | 0    | —    | —    | 38   | 0    |
| 브라가           | 2008–09   | 프리메이라리가 | 27   | 1    | 2    | 0  | 1      | 0      | 12D  | 0    | —    | —    | 42   | 1    |
| 브라가           | 2009–10   | 프리메이라리가 | 13   | 1    | 2    | 0  | 0      | 0      | 1E   | 0    | —    | —    | 16   | 1    |
| 브라가           | 합계      | 합계           | 67   | 2    | 6    | 0  | 2      | 0      | 21   | 0    | —    | —    | 96   | 2    |
| 스포르팅         | 2009–10   | 프리메이라리가 | 12   | 1    | 1    | 0  | 3      | 1      | —    | —    | —    | —    | 16   | 2    |
| 스포르팅         | 2010–11   | 프리메이라리가 | 24   | 2    | 3    | 0  | 4      | 0      | 9E   | 0    | —    | —    | 40   | 2    |
| 스포르팅         | 2011–12   | 프리메이라리가 | 25   | 0    | 7    | 1  | 3      | 0      | 10E  | 0    | —    | —    | 45   | 1    |
| 스포르팅         | 합계      | 합계           | 61   | 3    | 11   | 1  | 10     | 1      | 19   | 0    | —    | —    | 101  | 5    |
| 발렌시아         | 2012–13   | 라 리가        | 30   | 0    | 2    | 0  | —      | —      | 5C   | 0    | —    | —    | 37   | 0    |
| 발렌시아         | 2013–14   | 라 리가        | 25   | 0    | 2    | 0  | —      | —      | 11E  | 0    | —    | —    | 38   | 0    |
| 발렌시아         | 2014–15   | 라 리가        | 0    | 0    | 0    | 0  | —      | —      | 0    | 0    | —    | —    | 38   | 0    |
| 발렌시아         | 합계      | 합계           | 55   | 0    | 4    | 0  | —      | —      | 16   | 0    | —    | —    | 75   | 0    |
| 경력 합계        | 경력 합계 | 경력 합계      | 279  | 10   | 30   | 3  | 12     | 1      | 72   | 1    | —    | —    | 393  | 15   |

A UEFA컵 출전 기록
B UEFA컵 및 UEFA 챔피언스리그 출전 기록
C UEFA 챔피언스리그 출전 기록
D UEFA 인터토토컵 및 UEFA컵 출전 기록
E UEFA 유로파리그 출전 기록

### 국가대표팀
| 포르투갈 | 포르투갈 | 포르투갈 |
| 연도     | 출장     | 골       |
| -------- | -------- | -------- |
| 2010     | 3        | 0        |
| 2011     | 9        | 0        |
| 2012     | 11       | 0        |
| 2013     | 10       | 0        |
| 2014     | 7        | 0        |
| 2015     | 0        | 0        |
| 합계     | 40       | 0        |

## 수상
벤피카
- 프리메이라리가: 2004–05
- 타사 드 포르투갈: 2003–04
- 수페르타사 칸디두 드 올리베이라: 2005

브라가
- UEFA 인터토토컵: 2008